# Scott Asheton
Scott Asheton, född 16 augusti 1949 i Washington, D.C., död 15 mars 2014 i Ann Arbor, Michigan, var en amerikansk trummis, främst känd för att tillsammans med sin äldre bror Ron Asheton, Iggy Pop och Dave Alexander ha startat garagerockbandet The Stooges 1967.
Han avled 2014 till följd av ett slaganfall han fick efter en spelning på Hellfest Festival i Frankrike den 17 juni 2011.